# Тарантул, Роман Викторович
Роман Викторович Тарантул (род. Биробиджан) — российский журналист-аналитик, международный и экономический обозреватель, специалист по международным отношениям стран Северо-Восточной Азии

## Биография
Родился в городе Биробиджан, Еврейской автономной области. Живёт и работает в г. Владивосток, Приморского края.

## Журналистика
Автор-обозреватель ведущих российских экономических и политических изданий: Forbes, РБК, «Российская газета», «Россия в глобальной политике». Также готовит аналитические исследования для таких федеральных и региональных СМИ как East Russia, журнал «Россия и Китай», Greater Eurasia. Специализируется на проблемах всестороннего развития Дальнего Востока России, экономической ситуации в Китае, российско-китайском партнёрстве, международных отношениях в Азии.
Как журналист-аналитик зачастую приходит к выводам, которые часто остаются вне поля зрения других специалистов, выявляя таким образом новые тенденции в социально-экономическом развитии Дальнего Востока, Китая и азиатского региона в целом. Так, к примеру, в октябре 2024 года во время очередного обострения межкорейских отношений большинство ведущих российских СМИ говорило о возможности начала крупномасштабного вооружённого конфликта между Республикой Корея и КНДР. В это же время Р. Тарантул в своей статье для Forbes «Худой мир лучше» сделал вывод, что вероятность полномасштабного конфликта между Севером и Югом практически нулевая, а пределом вооружённой эскалации могут стать лишь локальные пограничные инциденты, которые могут быть вызваны человеческим фактором. Другим примером являются исследования Р. Тарантул относительно мер поддержки туризма в период пандемии COVID-2019. В статье для East Russia «Приморье но туристо — проблема фатале!» журналист проанализировал ситуацию в Приморском крае в контексте экономических, географических, климатических и исторических факторов. В результате Р. Тарантул пришёл неожиданному выводу, что федеральные меры поддержки бизнеса вкупе с новыми авиамаршрутами «оттянули» дальневосточных туристов на курорты Чёрного моря, тем самым ещё более осложнив ситуацию в туристическом секторе Приморского края. Сформулированные журналистом выводы в дальнейшем были использованы Фондом Росконгресс для подготовки аналитических материалов о состоянии туристического сектора в преддверие Восточного экономического форума в 2022 году.
С 2019 года выпустил более 20-ти текстовых интервью с российскими и китайскими бизнесменами, политиками, общественными и научными деятелями. В своих текстах, как правило, поднимает сложные и не всегда публично обсуждаемые вопросы (проблемы переселенцев, близость Владивостока к ядерному полигону в КНДР, «цифровое слабоумие» у детей и др.), сочетая это с глубоким анализом личности интервьюируемого.
В 2025 году удостоился премии "Золотое перо Приморья" в номинации «Рубеж года», вручаемой информационным агентствам и журналистам, чьи работы получили высокую оценку на федеральном и международном уровне.

## Наука
Эксперт Научно-образовательного центра прикладного востоковедения Дальневосточного федерального университета. Автор более 20-ти научных статей по пограничной политике Китая, китайско-монгольским, китайско-северокорейским, российско-китайским отношениям. Соавтор научного сборника «Общественная география Корейского полуострова». Первым в российской научной литературе составил исчерпывающее описание пунктов пропуска на границе между Китаем и Северной Кореей, а также проанализировал их развитие за период с 2000 по 2020 год. Регулярный участник международных и всероссийских научных и научно-практических конференций по вопросам международных отношений стран Северо-Восточной Азии.
Подготовил диссертацию на соискание учёной степени кандидата политически наук по специальности «Международные отношения, глобальные и международные исследования», защита которой назначена на 17 октября 2025 года. Тема работы — «Пограничная политика Китая в отношении сопредельных стран Северо-Восточной Азии».

## Общественная деятельность
Член Русского географического общества, председатель комиссии по молодёжной политике Приморского краевого отделения Русского географического общества. Куратор грантовых проектов Приморского краевого отделения РГО. Координатор проектов «Российские захоронения в Китае» и «Российские захоронения в Китае. Продолжение», реализуемых Приморским краевым отделением Русского географического общества при поддержке Фонда президентских грантов. Автор научных статей по проблематике привлечения грантового финансирования для реализации общественных проектов. В качестве члена Русского географического общества участвует в научных конференциях по теме туризма и краеведения, даёт интервью и экспертные комментарии федеральным и региональным информационным агентствам. На темы туризма и краеведения пишет для таких изданий как городские порталы MSK1 и Vladivostok1, Konkurent.ru.
В декабре 2024 году создал автономную некоммерческую организацию "Центр гуманитарных исследований и коммуникаций «Контекст», основной задачей которой является повышение степени взаимодействия и взаимного доверия между бизнесом, прессой и некоммерческими организациями. В качестве руководителя центра «Контекст» регулярно выступает с бесплатными лекциями и тренингами на базе государственных институтов поддержки бизнеса (сеть региональных центров «Мой бизнес», центры поддержки и развития предпринимательства).

## Семья
Женат, трое детей.